# Howard Ferguson (compositeur)
 (janvier 2024).
Si vous disposez d'ouvrages ou d'articles de référence ou si vous connaissez des sites web de qualité traitant du thème abordé ici, merci de compléter l'article en donnant les références utiles à sa vérifiabilité et en les liant à la section « Notes et références ».
Pour les articles homonymes, voir Howard Ferguson et Ferguson.
Howard Ferguson est un compositeur, pianiste, pédagogue et musicologue britannique, né à Belfast (Irlande du Nord) le 21 octobre 1908, décédé à Cambridge (Angleterre) le 31 octobre 1999.

## Biographie
Remarqué par le pianiste et pédagogue Harold Samuel, il vient à Londres et apprend avec lui le piano à partir de 1922, année où il entre à la Westminster School. Puis, en 1924, il intègre le Royal College of Music, où il étudie la composition avec R.O. Morris et Ralph Vaughan Williams, et la direction d'orchestre avec Malcolm Sargent, tout en continuant à suivre des leçons privées avec Harold Samuel. Durant ses études, il se lie d'amitié avec son futur collègue Gerald Finzi. Mentionnons aussi sa rencontre avec la pianiste Myra Hess qui créera sa sonate (1940) et son concerto (1951) pour piano. De 1948 à 1963, il enseigne au Royal College of Music et aura notamment comme élèves Richard Rodney Bennett et Cornelius Cardew.
Le catalogue de ses œuvres est assez restreint, ne comportant que dix-neuf numéros d'opus, auxquels s'ajoutent quelques morceaux sans opus. Entre 1928 et 1959, il écrit des pièces pour piano, de la musique de chambre, des pièces pour voix soliste (dont des mélodies avec piano), des œuvres pour orchestre (dont le concerto pour piano pré-cité), ainsi que deux compositions chorales. Avec The Dream of the Rood, seconde de ses pièces chorales, achevée en 1959, il met un terme définitif à la composition, estimant s'être suffisamment exprimé dans ce domaine. Il se consacre alors exclusivement à la musicologie, publiant notamment en 1979 une édition complète des sonates pour piano de Franz Schubert (observons ici que Ferguson compose en 1933 un octuor pour vents et cordes, dont la formation instrumentale est la même que celui en fa majeur D 803 de Schubert).

## Compositions

### Pièces pour piano
Partita pour deux pianos (ou piano à 4 mains) op. 5b (1936) ; Sonate en fa mineur op. 8 (1940) ; 5 bagatelles op. 9 (1944).

### Musique de chambre
Sonate no 1 pour violon et piano op. 2 (1931) ; Octuor pour clarinette, basson, cor, quatuor à cordes et contrebasse op. 4 (1933) ; Four Short Pieces pour clarinette (ou alto) et piano op. 6 (1936) ; Sonate no 2 pour violon et piano op. 10 (1946) ; Three Sketches pour flûte et piano op. 14 (1932/1952) ; 3 duos pour clarinette et piano, sans n° d'op. (d'après Robert Schumann).

### Œuvres pour voix soliste
2 ballades pour baryton et orchestre op. 1 (1928/1932) ; Three Medieval Carols pour mezzo-soprano et piano op. 3 (1933) ; Discovery pour voix et piano op. 13 (1951) ; Five Irish Folksongs pour voix et piano op. 17 ; Love and Reason et Apron of Flowers, pour voix et piano, tous deux sans n° d'op.

### Œuvres pour orchestre
Sérénade pour orchestre de chambre, sans n° d'op. (1933) ; Partita op. 5a (1936 ; autre version de la Partita pour 2 pianos sus-visée) ; Four Diversions on Ulster Airs op. 7 (1942) ; Chauntecler, musique de ballet sans n° d'op. (1948) ; Concerto pour piano et orchestre à cordes op. 12 (1951) ; Overture for an Occasion op. 16 (1953) ; Fuga ricercata, extraite de L'Offrande musicale de Johann Sebastian Bach, transcrite pour orchestre à cordes, sans n° d'op. ;

### Œuvres chorales
Amore langueo pour ténor, chœurs et orchestre op. 18 (1956) ; The Dream of the Rood pour soprano (ou ténor), chœurs et orchestre op. 19 (1959).

### Œuvres classées par numéro d'opus
- Op. 1 Two Ballads, pour baryton et orchestre (1928-32)
- Op. 2 Sonate pour violon No.1 (1931)
- Op. 3 Three Mediaeval Carols, pour voix et piano (1932-33)
- Op. 4 Octet, pour clarinette, basson, quatuor à codes et contrebasse (1933)
- Op. 5a Partita, version orchestrale (1935-36)
- Op. 5b Partita, version pour deux pianos ou piano à quatre mains (1935-36)
- Op. 6 Four Short Pieces, pour clarinette ou alto et piano (1932-36)
- Op. 7 Four Diversions on Ulster Airs, pour orchestre (1939-42)
- Op. 8 Sonate pour piano en fa mineur (1938-40)
- Op. 9 Five Bagatelles pour piano (1944)
- Op. 10 Sonate pour violon No.2 (1946)
- Op. 12 Concerto pour piano et cordes (1950-51)
- Op. 13 Discovery, cycle de mélodies sur des textes de Denton Welch pour voix et piano (1951)
- Op. 14 Three Sketches, pour flûte et piano(1932, revised 1952)
- Op. 16 Overture for an Occasion pour orchestre (1952-53)
- Op. 17 Five Irish Folksongs, pour voix soliste et piano (1954)
- Op. 18 Amore Langueo, pour ténor, chœur et orchestre (1955-56)
- Op. 19 The Dream of the Rood, pour soprano, chœur et orchestre (1958)
- Love and Reason pour contre-ténor et piano (1958)